# Караваево (Ногинский район)
Карава́ево — деревня в Богородском городском округе Московской области России, входит в состав сельского поселения Буньковское.
Известна Караваевской бумажной фабрикой, основанной в 1857 году купцом В. И. Усачёвым (ныне — ОАО «Караваево»).

## Население
| 1852 | 1859 | 1890 | 1926 | 2002 | 2006 | 2010 |
| ---- | ---- | ---- | ---- | ---- | ---- | ---- |
| 65   | ↗94  | ↘43  | ↗156 | ↘36  | ↗902 | ↘883 |

## География
Деревня Караваево расположена на востоке Московской области, в восточной части Богородского городского округа, примерно в 47 км к востоку от Московской кольцевой автодороги и 9 км к востоку от центра города Ногинска, на реке Шерне бассейна Клязьмы.
Рядом с деревней проходит Горьковское шоссе М7, в 13 км к югу — Носовихинское шоссе, в 9 км к западу — Московское малое кольцо А107, в 15 км к северо-востоку — Московское большое кольцо А108. В 1 км к северу — озеро Боровое. Ближайшие населённые пункты — село Богослово, деревня Большое Буньково и посёлок турбазы «Боровое».
В деревне семь улиц — Боровая, Ленина, Лесная, Новая, Спортивная, Центральная и Южная, приписано садоводческое товарищество (СНТ).
Связана автобусным сообщением с городами Ногинском и Электрогорском.

## История
В середине XIX века деревня относилась ко 2-му стану Богородского уезда Московской губернии и принадлежала статскому советнику А. Н. Фон-Вондрих и коллежскому советнику Е. Н. Щелкан, в деревне было 9 дворов, крестьян 29 душ мужского пола и 36 душ женского.
В «Списке населённых мест» 1862 года Кораваево (Волково, Хахаево) — владельческая деревня 2-го стана Богородского уезда Московской губернии по левую сторону Владимирского шоссе (из Москвы, через Богородск на Владимир), в 7 верстах от уездного города и 24 верстах от становой квартиры, при колодце, с 9 дворами и 94 жителями (45 мужчин, 49 женщин).

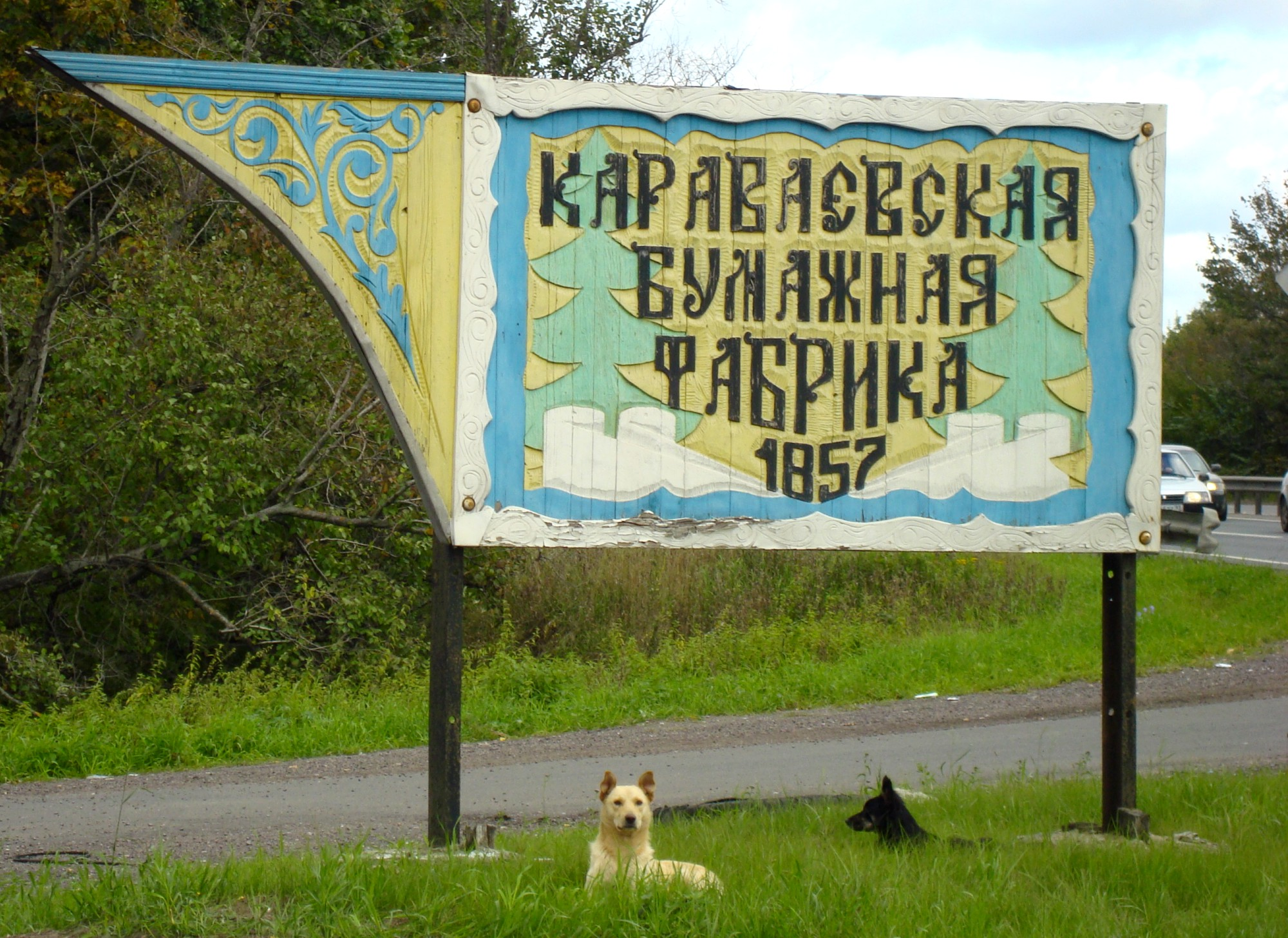
Указатель на Караваевскую фабрику в селе Богослово

По данным на 1890 год — деревня Буньковской волости 2-го стана Богородского уезда с 43 жителями; при деревне работала писче-бумажная фабрика Н. Н. Митрашевской, на которой трудилось 162 рабочих, управлял губернский секретарь В. Е. Троицкий.
В 1913 году — 23 двора и фабричная амбулатория.
По материалам Всесоюзной переписи населения 1926 года — деревня Караваево-Богословского сельсовета Пригородной волости Богородского уезда в 1,1 км от Владимирского шоссе и 8,5 км от станции Богородск Нижегородской железной дороги, проживало 156 жителей (67 мужчин, 89 женщин), насчитывалось 42 хозяйства, из которых 30 крестьянских, имелся кирпичный завод, были организованы артель по производству картон-бумажных изделий и товарищество огнестойкого строительства.
С 1929 года — населённый пункт Московской области.
В 2004 году в состав деревни вошёл посёлок Караваевской фабрики Буньковского сельского округа, с чем связано резкое увеличение численности населения деревни по данным на 2006 год.
Административно-территориальная принадлежность
1929—1930 гг. — деревня Караваево-Богословского сельсовета Павлово-Посадского района (до 9.10.1929) и Буньковского сельсовета Богородского района.
1930—1963, 1965—1994 гг. — деревня Буньковского сельсовета Ногинского района.
1963—1965 гг. — деревня Буньковского сельсовета Орехово-Зуевского укрупнённого сельского района.
1994—2006 гг. — деревня Буньковского сельского округа Ногинского района.
С 2006—2018 гг. — деревня сельского поселения Буньковское Ногинского муниципального района.
С 2018 года — деревня сельского поселения Буньковское Богородского городского округа.